# 第三の時効
『第三の時効』（だいさんのじこう）は、横山秀夫による連作警察小説。全6篇が収録されており、全篇とも集英社の『小説すばる』に掲載された。第16回山本周五郎賞候補作。
作者が初めて事件を捜査する刑事を主人公にした「F県警強行犯シリーズ」の第1作目。
全編とも2002年から2005年にかけてTBSにてテレビドラマ化された。
2020年からはテレビ東京にてテレビドラマ化されている。

## 登場人物
- 刑事部長
  - 尾関守
- 捜査第一課課長
  - 田畑昭信
- 捜査第一課強行犯捜査一係
  - 朽木泰正 - 班長：「青鬼」。捜査手法は「理詰め型」。
  - 田中 - 主任
  - 森隆弘
  - 殿村
  - 矢代勲
  - 島津：前職は捜査第二課知能犯捜査係。田畑の所轄時代の部下。
- 捜査第一課強行犯捜査二係
  - 楠見 - 班長：「冷血」。捜査手法は「搦手型」「謀略型」。公安あがり。女性に対して極めて辛辣だが、その一方で幼い子どもたちには普段の冷徹さからはまったく伺えないような優しい一面を持つ。
  - 植草 - 主任
  - 宮嶋
  - 蒲地
  - 阿久津
- 捜査第一課強行犯捜査三係
  - 村瀬 - 班長：「天才」。捜査手法は「閃き型」「天才型」。動物的カンの持ち主。
  - 伴内 - 主任
  - 東出裕文 - 警部補：村瀬不在中に班長代理を務める。
  - 石上 - 警部補：東出・氏家と同期。
  - 吉池
  - 三谷
  - 須藤
- 暴力団対策課
  - 湯浅 - 課長
  - 小浜 - 特捜班長
  - 氏家忠宏：東出・石上と同期。前職は生活安全課。

## 各話掲載情報
- 沈黙のアリバイ（『小説すばる』2001年9月号掲載）
- 第三の時効（『小説すばる』2002年2月号掲載）
- 囚人のジレンマ（『小説すばる』2002年4月号掲載）
- 密室の抜け穴（『小説すばる』2002年7月号掲載）
- ペルソナの微笑（『小説すばる』2002年9月号掲載）
- モノクロームの反転（『小説すばる』2002年11月号掲載）

## 書誌情報
- 単行本《集英社》：2003年2月5日発行、ISBN 978-4-08-774630-3
- 文庫本《集英社文庫》：2006年3月25日発行、ISBN 978-4-08-746019-3

## テレビドラマ

### TBS版
『横山秀夫サスペンス』は、2002年から2005年までTBS系「月曜ミステリー劇場」で放送されたシリーズ。全6回。
タイトルは『沈黙のアリバイ』（第1作） → 『第三の時効』（第2作） → 『密室の抜け穴』（第3作） → 『ペルソナの微笑』（第4作） → 『囚人のジレンマ』（第5作） → 『モノクロームの反転』（第6作）
ドラマでは山梨県警捜査一課が舞台となっている。

#### キャスト（TBS版）

##### 山梨県警察本部（TBS版）
- 尾関泰嗣（刑事部長） - 寺田農
- 田畑昭信（捜査第1課 課長） - 橋爪功

###### 捜査第1課強行犯捜査係 一班（TBS版）
- 朽木泰正（班長・警部） - 渡辺謙（第1作）
- 島津剛志（巡査部長） - 大浦龍宇一（第1作）
- 田中裕二（刑事） - 唐渡亮[1]（第1作・第2作）
- 森雅夫（刑事） - 田中要次[1]（第1作）
- 森隆弘（田畑に頼まれ二班に出向） - 緒形直人[2]（第2作）
- 小山内（刑事） - 宮本大誠（第5作）

###### 捜査第1課強行犯捜査係 二班（TBS版）
- 楠見正俊（班長・元公安） - 段田安則（第2作・第4作 - 第6作）
- 矢代勲（刑事） - 金子賢（第4作 - 第6作）（小学生：鎌田拓充〈第4作〉）
- 宮嶋（刑事） - 金山一彦（第2作）
- 植草（主任） - 大河内浩（第2作）
- 吉田（刑事） - 吉田慎之介[3]（第2作）
- 古澤忠之（主任刑事） - 深水三章（第4作・第6作）
- 鈴木（刑事） - 浪花勇二（第4作）
- 赤星（刑事） - 浜田大介[4]（第4作・第6作）
- 阿久津（刑事） - 由地慶伍（第5作・第6作）

###### 捜査第1課強行犯捜査係 三班（TBS版）
- 村瀬透（班長） - 伊武雅刀（第3作・第5作・第6作）
- 東出裕文（警部補・第5作は一班に班長代理として出向） - 石橋凌（第3作・第5作・第6作）
- 石上孝志（警部補） - 隆大介[5]（第3作）
- 松田秀行（巡査部長） - 田中哲司[5]（第3作・第5作）
- 西山知子（刑事） - 真瀬樹里[5]（第3作）
- 清水道明（刑事） - 古川康大（第3作・第6作）
- 鈴木真一（刑事） - 小川剛生（旧・小川剛[6]）（第3作・第6作）
- 佐藤仁（刑事） - 信太昌之（第3作・第5作）
- 金子（刑事） - 日向丈（第3作）
- 井上（刑事） - 大門裕明[7]（第3作）
- 安原（刑事） - 松本航平（第3作）
- 伴内孝（刑事） - 上田耕一（第5作）
- 是永貴志（刑事） - 永田良輔（第6作）

###### 暴力団対策課（TBS版）
- 氏家忠宏（巡査部長） - 光石研[5]（第3作）
- 小浜修造（課長・警部） - 丹古母鬼馬二[5]（第3作）
- 湯浅（警部補） - 中西良太[5]（第3作）

##### その他（TBS版）
- 野口京子（楠見班長の婚約者・12年前にひき逃げにあい中央厚生病院に植物状態で入院中） - 木内友三（第4作・第6作）

##### ゲスト（TBS版）
第1作「沈黙のアリバイ」（2002年）
- 湯本直也（現金強奪殺人事件の共犯者） - 北村一輝
- 島津恵理（島津の妻） - 中島ひろ子
- 根来忠志（検察官） - 光石研
- 石塚巌（裁判長） - 須永慶
- 秋本詩織（香織の姉・女子高生） - 上原香代子
- 中島（山梨中央新聞 記者） - 李鐘浩
- 東都新聞 記者 - 山口眞司
- 記者 - 田原正治
- 大熊悟（現金輸送車強盗の主犯） - 佳本周也
- 秋本道子（保険外交員・詩織と香織の母） - 余貴美子
- 由紀の母親 - 神野美紀
- 倉田（9年前に朽木泰正が起こした交通事故で死亡した刑事） - 中薗光博
- 秋本香織（3か月前に流れ弾に当たり死亡） - 佐野日名子
- 由紀（9年前に朽木泰正が起こした交通事故で死亡） - 守山玲愛
- 山梨地方裁判所の係員 - 松沢英明
- リポーター - 小池朋子
- 刑事 - 菊原千城
- 山梨地方裁判所の警備員 - 佐藤裕一
- 島津孝久（島津と恵理の息子） - 堀越光貴
- ソム・シー（フィリピンパブのホステス・大熊の愛人） - マリア・スザナ・ナカジマ
- 刑務官 - 津村和幸
- 斉藤守（弁護士） - 矢崎滋

第2作「第三の時効」（2003年）
- 本間ゆき絵（介護師・本間の妻） - 余貴美子
- 武内利晴（タケウチ電器店 元店主・ゆき絵の同級生） - 寺島進
- 本間ありさ（本間とゆき絵の娘・甲府市立高峰中学校 生徒） - 黒川芽以
- 木下雄三（甲府地方裁判所刑事部 判事） - 田村泰二郎
- 本間敦志（タクシードライバー・15年前死亡） - 渡辺穣
- 警察署幹部 - 伊藤眞
- 進藤孝一（秋子の息子） - 鈴木翔吾
- 自殺する信者 - 立石由衣
- 進藤秋子（居酒屋店員・森隆弘の恋人） - いしのようこ
- 刑事 - 松原末成、齊藤あきら、芹口康孝
- 木下（木下の妻） - 唐木ちえみ
- 鈴木リエ（ありさの同級生） - 塩山美緒
- 片山京子（ありさの同級生） - 橘綾乃

第3作「密室の抜け穴」（2003年）
- 南美香子 - 水島かおり
- 早野誠一（暴力団組員・元ホスト） - 鬼丸
- 東出希（東出の娘・中学生） - 赤咲伶奈
- 早野のマンション管理人 - 江藤漢斉
- 杉山克美（母親殺しの犯人） - 眞島秀和
- 村瀬透の担当医師 - 狩野謙
- 三村多佳子（スナックのホステス） - 小林恵
- 鑑識 - 本田次布
- 2年前の目撃者 - 山上賢治
- 岡本華奈子（早野の元愛人） - 武藤令子
- 早野の愛人 - 常石梨乃
- スナックのママ - 伊藤ゆきえ
- スナックのホステス - 尾崎恵
- 南涼子（美香子の娘） - 佐藤夏帆

第4作「ペルソナの微笑」（2004年）
- 阿部勇樹（劇団の団長・阿部と光子の息子） - 高杉瑞穂（8歳：権藤彪冴）
- 安川（静岡県警 係長） - 佐戸井けん太
- 矢代あかり（勲の妹） - 三船美佳（幼少期：佐藤未来）
- 矢代君子（勲とあかりの母・宗一の妻） - 水木薫
- 定職屋の主人と妻 - 十貫寺梅軒、松井紀美江
- 矢代宗一（勲とあかりの父） - 武発史郎
- 阿部研一郎（光子の夫・13年前死亡） - 伊達直斗
- ホームレス - 横溝貴之
- 散歩の老人 - 谷津勲
- 劇団員 - 瀬戸千夏
- 婦警 - 藤井聖子
- 子供 - 千葉翔也
- 阿部光子（お好み焼 たこ焼 今川焼「flamingo」店主） - 田島令子

第5作「囚人のジレンマ」（2004年）
- 真木智広（山梨新聞 記者） - 立川三貴
- 掛川守（イトイフーズ 経理担当） - 伊藤洋三郎
- 家田和夫（農協職員） - 山下真広
- 永井貴代美（永井の妻） - 前川麻子
- 坂田留美（主婦・主婦絞殺事件の被害者） - 平山さとみ
- 小宮（甲信日報 記者） - 山中聡
- 目黒（県民タイムス 記者） - 笠原紳司
- 前島（砂川警察署生活安全課 署員） - 村松利史
- 相沢直也（田畑昭信の運転手） - 谷口賢志
- 熊野悟（証券マン・証券マン焼殺事件の被害者） - 齊藤あきら
- 鵜崎徹（ラーメン「菜心」主人） - 吉田慎之介
- 県民タイムス 記者 - 外波山文明
- 田畑晴子（田畑昭信の妻・故人） - 大原真理子
- 広報官 - 佐野和敏
- 永井克也（居酒屋「安寿」調理師・調理師溺死事件の被害者） - 藤田清二
- 刑事 - 松原末成、芹口康孝
- 婦警 - 和田有由
- 記者 - 内田量子
- 山口哲夫（新聞記者） - 市村直樹
- 福知山（毎朝新聞 記者） - 稲次将人

第6作「モノクロームの反転」（2005年）
- 持田栄治（とび職・洋子の同級生） - 堀部圭亮
- 桂木誠司（山梨県警深見警察署 署長） - 石田太郎
- 南宏治（深見西駐在所 巡査長） - 遠山俊也
- 戸田（検視官） - 斎藤歩
- 安田明久（弓岡家の隣人） - 三浦哲郁
- 弓岡雄三（無職） - 庄司哲郎
- 三浦陽一（農家・洋子の同級生） - 渡辺航
- 洋子の同級生 - 永堀剛敏
- 吉松政春（居酒屋店主・洋子の同級生） - 秋田宗好
- 大塚（中央厚生病院 医師） - 青山勝
- 久米島良夫（深見中学校 教師・洋子の同級生） - 津田寛治
- 弓岡洋子（スーパーのパート・雄三の妻・旧姓「平田」） - 高橋かおり
- 弓岡家の近所の農家 - 猫田直
- 弓岡悟（雄三と洋子の息子） - 茂木智哉

#### スタッフ（TBS版）
- 原作 - 横山秀夫
- 企画 - 越智貞夫
- 脚本 - 久松真一、森岡利行
- 監督 - 清弘誠（第1作）、榎戸耕史（第2作・第3作・第5作）、長谷川康（第4作・第6作）
- プロデューサー - 杉本明千世
- 制作 - アミューズ（第1作 - 第4作）、コブラピクチャーズ（第4作 - 第6作）、TBS[23][24][25][26][27]

#### 放送日程（TBS版）
| 話数 | 放送日        | タイトル           | 原作                                          | 脚本     | 演出     | 視聴率 |
| ---- | ------------- | ------------------ | --------------------------------------------- | -------- | -------- | ------ |
| 1    | 2002年7月08日 | 沈黙のアリバイ     | 「沈黙のアリバイ」 （「第三の時効」所収）     | 久松真一 | 清弘誠   | 16.1%  |
| 2    | 2003年2月24日 | 第三の時効         | 「第三の時効」 （「第三の時効」所収）         | 久松真一 | 榎戸耕史 | 16.1%  |
| 3    | 5月05日       | 密室の抜け穴       | 「密室の抜け穴」 （「第三の時効」所収）       | 森岡利行 | 榎戸耕史 | 15.5%  |
| 4    | 2004年5月03日 | ペルソナの微笑     | 「ペルソナの微笑」 （「第三の時効」所収）     | 久松真一 | 長谷川康 |        |
| 5    | 9月13日       | 囚人のジレンマ     | 「囚人のジレンマ」 （「第三の時効」所収）     | 久松真一 | 榎戸耕史 | 13.4%  |
| 6    | 2005年6月13日 | モノクロームの反転 | 「モノクロームの反転」 （「第三の時効」所収） | 久松真一 | 長谷川康 |        |

- 視聴率はビデオリサーチ調べ、関東地区・世帯

### テレビ東京版
『横山秀夫サスペンス』は、2020年からテレビ東京「月曜プレミア8」で放送されたシリーズ。
タイトルは『沈黙のアリバイ』（第1作） → 『モノクロームの反転』（第2作） → 『第三の時効』（第3作） → 『ペルソナの微笑』（第4作）
ドラマでは山梨県警察が舞台となっている。

#### キャスト（テレビ東京版）

##### 山梨県警察本部刑事部（テレビ東京版）
- 尾関守（刑事部長） - 岩松了（第1作 - 第3作）
- 田畑昭信（捜査第一課長） - 平田満

###### 捜査第一課強行犯捜査一係（通称・一班）（テレビ東京版）
- 朽木泰正（班長・警部） - 仲村トオル
- 島津正人（取調官・巡査部長） - 音尾琢真[29]（第1作）
- 田中誠二（主任・刑事） - 飯田基祐[30]（第1作・第2作）、松嶋亮太[31]（第4作）
- 殿村勝（刑事） - 内田朝陽（第1作・第2作）、永岡佑[31]（第4作）
- 森隆弘（刑事） - 尾上寛之（第1作・第2作）、吉沢悠（第3作）
- 矢代勲（刑事） - 白石隼也（第1作・第2作）、風間俊介[32]（第4作）（7歳：福島永大[33]〈第4作〉）

###### 捜査第一課強行犯捜査二係（通称・二班）（テレビ東京版）
- 楠見昌平（班長・警部） - 松重豊（第3作 - ）
- 植草俊之（主任・刑事） - 大西武志（第3作）
- 宮嶋義雄（刑事） - 池田努（第3作）
- 阿久津巧（刑事） - 菅原健（第3作）
- 羽村瑞希（刑事） - 入来茉里（第3作）

###### 捜査第一課強行犯捜査三係（通称・三班）（テレビ東京版）
- 村瀬恭一（班長・警部） - 岸谷五朗
- 東出裕史（主任・刑事） - 平山祐介（第1作・第2作）
- 石上博（刑事） - 吉成浩一（第1作 - 第3作）
- 吉池俊（刑事） - 西興一朗（第1作・第2作）
- 須藤康弘[34]（刑事） - 藤原智之（第1作 - 第3作）
- 三谷孝幸（刑事） - 福崎峻介（第1作・第2作）

##### その他（テレビ東京版）
- たっちゃんの母親（たっちゃんの葬儀から5日後に自殺） - 水崎綾女（第1作・第2作）
- たっちゃん（15年前に朽木が同乗していた捜査車両に轢かれて死亡した聴覚障害がある子ども） - 大岡周太朗（第1作・第2作）

##### ゲスト（テレビ東京版）
第1作「沈黙のアリバイ」（2020年）
- 湯本直也（現金強奪殺人事件の共犯者） - 忍成修吾
- 斉藤秀男（弁護士） - 東根作寿英
- 大熊悟（現金輸送車強盗の主犯） - 脇知弘
- 鶴見（売上金を運搬していたパチンコ店従業員） - 高木勝也
- ジョナリン・サントス（フィリピン人ホステス・大熊の愛人） - GOW（マリア・テレサ・ガウ）
- 大谷（笛吹中央警察署 刑事） - 古屋呂敏
- 石塚清（裁判長） - 難波圭一
- 根来一成（検察官） - 古河耕史
- ソム・シィー（タイ人ホステス・大熊の愛人） - EYE
- 売上金を運搬していたパチンコ店従業員 - 松浦慎一郎
- 裁判取材記者 - 志村彩佳、石山和史、三日尻健太郎
- 2年前の捜査二課の刑事 - 重松隆志
- 劇中ニュースアナウンサー - 福田典子（テレビ東京アナウンサー）
- アウトドアショップ店員 - 佐藤孝之
- 一谷秀幸（警務部警務課 調査官） - 石井正則

第2作「モノクロームの反転」（2020年）
- 久米島良夫（深見中学校 教師・洋子の同級生） - 福士誠治
- 弓岡洋子（スーパーのパート・雄三の妻） - 新山千春
- 持田栄治（建材店社長・洋子の同級生） - 石垣佑磨
- 安田明久（弓岡家の隣人） - 今井悠貴
- 弓岡雄三（自称：解体業） - 米村亮太朗
- 桂木昭（甲斐北警察署 署長） - 並樹史朗
- ポリグラフ検査技師 - 阿南敦子
- 久米島の妻 - 八代みなせ
- 南巡査長の妻 - 枝元萌
- 柳下忠則（甲斐北警察署 刑事課長） - 中脇樹人
- 戸沢光利（山梨県警本部 検視官） - 後藤凌二
- 剛田英治（10年前に首吊り自殺した刑事） - 内沢雅彦
- 甲斐市立深見小学校の教員 - おのさなえ
- 弓岡悟（雄三と洋子の息子） - 今泉雄土哉
- 南（深見駐在所 巡査長） - 今野浩喜
- 神林貢（刑事部機動鑑識班 班長） - 堀部圭亮

第3作「第三の時効」（2021年）
- 本間ゆき絵（スーパー「A-プライス」店員・敦志の妻） - ともさかりえ
- 本間ありさ（山梨看護学校 学生・ゆき絵の娘） - 平祐奈（幼少期：木村日鞠）
- 武内利晴（指名手配犯人・タケウチ電器店 元店主・ゆき絵の幼馴染） - 水橋研二
- 本間敦志（タクシードライバー・20年前の傷害事件被害者） - 山崎裕太
- ゆかり（信者の女・4年前自殺） - 西山繭子
- 進藤秋子（森刑事が好意を持つ女性） - 大村彩子
- 渡部善博（判事） - 安部賢一
- 佐伯（ありさの元恋人） - 八村倫太郎
- 本間ありさの友人 - 坪井渚紗、平野詩乃
- 進藤（秋子の息子） - 小林蒼

第4作「ペルソナの微笑」（2023年）
- 阿部勇樹（道化師） - 須賀健太（幼少期：塚尾桜雅）
- 阿部光子（勇樹の母・研太郎の妻） - 戸田菜穂
- スズキ（ホームレス） - 山本浩司
- 安川武（神奈川県警厚木北警察署刑事課 課長） - 神尾佑
- 大窪道夫（白いシャツの男） - 宮崎吐夢
- 佐藤信一（ホームレス） - 堀文明
- 松木（イタリアン食堂「松木」店主） - オクイシュージ
- 黒崎久志（強盗致死の容疑者） - 三浦健人
- 香坂慎一郎（山梨県警警備部公安係 巡査部長・16年前自殺） - 平田貴之
- 阿部研太郎（勇樹の父・16年前毒殺） - 村本明久
- 矢代（矢代勲の父） - BOB
- 矢代（矢代勲の母） - 平野舞
- NAOTO（野球帽の少年） - 平野絢規
- 矢代あかり（矢代勲の妹） - 髙取青依良

#### スタッフ（テレビ東京版）
- 原作 - 横山秀夫
- 脚本 - 青島武
- 監督 - 麻生学、朝烏ツワ子
- 助監督 - 坂梨公紀、安原正恭
- 警察監修 - 尾崎祐司、古谷謙一
- アクション指導 - 田渕景也、劔持誠
- 技術協力 - バル・エンタープライズ
- 美術協力 - KHKアート
- チーフプロデューサー - 中川順平
- プロデューサー - 木下真梨子（テレビ東京）、小松幸敏（テレビ東京）、木下真梨子（テレビ東京）、平部隆明（ホリプロ）
- 制作プロダクション - ホリプロ（第1作・第2作・第4作ではノンクレジット）
- 製作著作 - テレビ東京、BSテレ東

#### 放送日程（テレビ東京版）
| 話数 | 放送日         | タイトル           | 原作                                          | 脚本   | 監督       |
| ---- | -------------- | ------------------ | --------------------------------------------- | ------ | ---------- |
| 1    | 2020年10月26日 | 沈黙のアリバイ     | 「沈黙のアリバイ」 （「第三の時効」所収）     | 青島武 | 麻生学     |
| 2    | 11月09日       | モノクロームの反転 | 「モノクロームの反転」 （「第三の時効」所収） | 青島武 | 麻生学     |
| 3    | 2021年11月29日 | 第三の時効         | 「第三の時効」 （「第三の時効」所収）         | 青島武 | 朝烏ツワ子 |
| 4    | 2023年1月23日  | ペルソナの微笑     | 「ペルソナの微笑」 （「第三の時効」所収）     | 青島武 | 朝烏ツワ子 |